# Bertrand Fornier de Saint-Lary
Bertrand Pierre Dominique Fornier de Saint-Lary est un homme politique français né le 11 mars 1763 à Saint-Lary (Hautes-Pyrénées) et décédé le 15 novembre 1847 à Montréjeau (Haute-Garonne).

## Biographie
Administrateur du département, il est député des Hautes-Pyrénées de 1791 à 1792, siégeant avec la minorité constitutionnelle, prenant la défense du palais des Tuileries le 10 août 1792. Poursuivi sous la Terreur, il reste caché jusqu'au 18 brumaire.
Conseiller général sous le Premier Empire et maire de Saint-Lary, il est de nouveau député des Hautes-Pyrénées de 1811 à 1815, se ralliant à la Première Restauration. Il retrouve son siège de député de 1815 à 1823, votant avec la minorité ministérielle. Il est nommé questeur de la Chambre en 1816.
Il est le père de Gustave Fornier de Saint-Lary, député sous la Monarchie de Juillet.

## Sources
- « Bertrand Fornier de Saint-Lary », dans Adolphe Robert et Gaston Cougny, Dictionnaire des parlementaires français, Edgar Bourloton, 1889-1891 [détail de l’édition]